# Witchblade (Anime)
Der Anime Witchblade (jap. ウィッチブレイド, Witchibureido) ist die Adaption des amerikanischen Comics Witchblade als Anime-Fernsehserie. Zu dieser erschien auch ein Manga.

## Anime
2006 produzierte das Studio Gonzo eine 24-teilige Anime-Fernsehserie zum Comic. Regie führte Yoshimitsu Ohashi. Das Charakter-Design wurde entworfen von Makoto Uno und die künstlerische Leitung übernahm Junichi Higashi. Die Serie wurde erstmals ab dem 16. April 2006 durch die Sender CBC und TBS in Japan ausgestrahlt.
2008 wurde der Anime auf Englisch vom Independent Film Channel in den USA gesendet. Er erschien außerdem bei Madman Entertainment in Australien und bei MVM in Großbritannien. Der Sender Buzz Channel strahlte die Serie auf Spanisch aus.
Auf Deutsch erschien die Serie bei Panini Video und wurde bei Animax ausgestrahlt.

### Synchronisation
| Rolle         | japanischer Sprecher (Seiyū) | deutscher Sprecher |
| ------------- | ---------------------------- | ------------------ |
| Masane Amaha  | Mamiko Noto                  | Kordula Leiße      |
| Rihoko Amaha  | Akemi Kanda                  | Kirstin Hesse      |
| Yusuke Tozawa | Masaya Matsukaze             | René Dawn-Claude   |
| Maria         | Nana Mizuki                  | Rieke Werner       |
| Yagi          | Ayumu Hasegawa               | Dennis Saemann     |

### Handlung
Masane Amaha und ihre Tochter Rihoko sind auf der Flucht vor der Kinder- und Familienfürsorge, welche Rihoko von ihrer Mutter trennen will. Sie werden gefasst und Rihoko wird ihrer Mutter weggenommen. Währenddessen wird Masane von einer fortschrittlichen Waffe, die sich als Mensch tarnen kann, angegriffen. Im Angesicht dieser Gefahr erscheint ein mysteriöses Licht aus ihrem Handgelenk und sie verwandelt sich in eine mächtige Kreatur. Sie zerstört die Waffe und wird in einen Kampf zwischen zwei machtvollen Organisationen verwickelt, in dessen Mittelpunkt sie steht, weil sie die größte Macht überhaupt besitzt, die legendäre Witchblade.

### Musik
Die Musik der Serie wurde komponiert von Masanori Takumi. Als Vorspanntitel wurden XTC von Psychic Lover und Dear Bob von KOOLOGI verwendet. Die Abspanne wurden unterlegt mit Ashita no Te (あしたの手) von Mamiko Noto, Kutsu Himo von Asami Yamamoto und kodō ~get closer~ (鼓動~get closer~) von Psychic Lover.

## Manga
In Japan erschien ab März 2006 ein Manga mit dem Titel Witchblade Takeru (jap. ウィッチブレイド丈流, Witchibureido Takeru), dessen Handlung von der der Serie abweicht. Die Hauptfigur ist Takeru Ibaraki, die mit der Witchblade gegen mörderische Dämonen antreten muss.
Der Manga wurde geschaffen vom Autor Yasuko Kobayashi und dem Zeichner Kazasa Sumita und erschien im Magazin Champion RED des Verlags Akita Shoten. Die zehn Kapitel wurden auch in zwei Tankōbon (Sammelbänden) herausgebracht.
Der Manga erschien auf Englisch bei Bandai Entertainment und Top Cow Productions. Auf Deutsch erschienen beide Bände bei Planet Manga. Die Übersetzung stammt von Christine Roedel.

### Handlung
Die Highschool-Schülerin Takeru Ibaraki lebt in einem buddhistischen Nonnenkloster. Sie wird Nacht für Nacht von Alpträumen gequält, die sich um das alte Lagerhaus des Klosters und eine merkwürdige dämonische Hand drehen. Ihr wird aufgetragen sich auf keinen Fall dem Lagerhaus zu nähern, was sie erst recht neugierig macht.
Den ganzen Tag lässt sie das nicht los und als sie beginnt zu halluzinieren, wird sie von Kou, ihrem besten Freund aus Kindertagen, nach Hause gefahren und muss feststellen, dass das Kloster verwüstet wurde. Schnell rennen sie zum Lagerhaus und dort sehen sie das Schreckliche: Dämonen haben ihre Großmutter in ihrer Gewalt und das Kindermädchen Seishu liegt schwer verletzt am Boden. Als auch Takeru sich in großer Gefahr befindet, wird die Witchblade, die sich in einem kleinen Glaskasten befindet aktiviert und geht auf Takeru über.